# Epidapus detriticola
Epidapus detriticola är en tvåvingeart som först beskrevs av Kratochvil 1936.  Epidapus detriticola ingår i släktet Epidapus och familjen sorgmyggor.
Artens utbredningsområde är Tjeckien. Inga underarter finns listade i Catalogue of Life.